# Lucien Israël (psychanalyste)
Pour les articles homonymes, voir Lucien Israël.
Lucien Israël (né le 14 juin 1925 à Boulay-Moselle et mort le 18 janvier 1996 à Strasbourg) est un psychiatre et psychanalyste français. 

## Biographie
Né dans une région frontalière bilingue, dans une famille juive traditionaliste, il est agrégé de médecine et de psychiatrie, puis fait une carrière de professeur de psychiatrie à l’université de Strasbourg et comme chef de service au centre hospitalier de Strasbourg. 
Lucien Israël fait son analyse avec Didier Anzieu et François Perrier et fait son analyse de contrôle avec Jacques Lacan. Il exerce comme psychanalyste à partir de 1954 et applique également la psychanalyse à la psychologie médicale. Inspiré par l'œuvre de Lacan, il donne à Strasbourg un séminaire de psychanalyse dont plusieurs transcriptions ont été éditées. Il est membre de l’École freudienne de Paris, jusqu’à sa dissolution.
Pédagogue au franc parler, privilégiant l'enseignement oral et les questions cliniques, il est à l'origine d'une forte implantation de la psychanalyse à Strasbourg et dans l'est de la France.

## Publications
- Le médecin face au malade, Dessard, 1968.
- L'hystérique, le sexe et le médecin, Masson, 1976  (ISBN 2294007271).
- Initiation à la psychiatrie, Masson, 2003  (ISBN 2294014030).
- Boiter n’est pas pécher, Denoël, 1989, rééd. 2010, Erès, coll. Hypothèses  (ISBN 2749212960).
- La jouissance de l’hystérique, Arcanes, 1994, rééd. 1999, Seuil, coll. « Points Essais »  (ISBN 2020359650).
- Le désir à l’œil, Arcanes, Séminaires 1975-76, Les cahiers d’arcanes, 1994. Réédition Arcanes Erès, avril 2003 coll. Hypothèses  (ISBN 2749201918).
- Pulsions de mort (pulsion de mort), Séminaires 1977-1978, Strasbourg, Les Cahiers d’arcanes, Arcanes, 1998.
- Marguerite D (Marguerite Duras) au risque de la psychanalyse : deux séminaires : « Détruire dit-elle » (1979) et « Franchir le pas » (1980), Erès, 2003  (ISBN 274920173X).
- Le médecin face au désir : le parcours freudien de Lucien Israël, Arcanes Erès, 2005  (ISBN 2-910729-55-9).
- La parole et l'aliénation & Révisions impertinentes de quelques concepts psychanalytiques, Eres, Arcanes, 2007  (ISBN 2749207991).
- Pulsions de mort : deux séminaires : 1977 et 1978, Le désir à la trace et Jensits..., Au-delà..., Erès, 2007  (ISBN 2749208009).